# Katrin Uhlig
Katrin Uhlig (Duisburgo, 5 de julho de 1982) é uma política alemã da Aliança 90/Os Verdes que serve como membro do Bundestag após ter sido eleita nas eleições federais alemãs de 2021.